# Pallacanestro Varese 1992-1993
Il Campionato 1992-93 fu il primo disputato nella sua storia dalla  Pallacanestro Varese in serie A2. Lo sponsor principale tornò ad essere la Cagiva, casa motociclistica varesina, che già anni prima fu associata al nome della squadra. Il presidente dimissionario, Antonio Bulgheroni, venne sostituito con un altro giocatore del passato, e già dirigente della società, Marino Zanatta. Il nuovo allenatore, che sostituì il temporaneo Roberto Piva, fu il rientrante Joe Isaac.
Diversi furono i cambiamenti e le cessioni; il playmaker di ruolo, Massimo Ferraiuolo,  si trasferì a Pavia, nella Fernet Branca, Riccardo Caneva andò alla Glaxo Verona, mentre Romeo Sacchetti, reduce da un'operazione al tendine di Achille, cessò il ruolo di giocatore per dedicarsi a quello di coordinatore della squadra. Gli stranieri non fecero rientro, ed al posto di Reggie Theus e Eddie Lee Wilkins, la società ingaggiò Johnny Rogers e Mike Reddick.
Il campionato fu incerto fino all'ultimo incontro; in crisi d'identità venne richiamato il tecnico della Grande Ignis, Aza Nikolić, che allenò per una settimana la squadra. Al posto di Isaac venne infine richiamato Edoardo Rusconi, che diresse la squadra dal 1º aprile 1993. La promozione nella massima serie non si riuscì comunque a realizzare.
In Coppa Italia la "Cagiva Varese" riuscì a sconfiggere ai sedicesimi la Scaini Venezia, ma venne eliminata agli ottavi dalla Benetton Treviso.

## Rosa 1992/93
- Daniele Biganzoli
- Piero Montecchi
- Paolo Conti
- Moris Masetti
- Sandro Brusamarello
- Giovanni Savio
- Mike Reddick
- Johnny Rogers
- Francesco Vescovi
- Andrea Meneghin
- Allenatore:
  -  Joe Isaac

dal 1º aprile 1993
- -  Edoardo Rusconi

## Statistiche
| COMPETIZIONE        | GIOCATE | VINTE | PERSE | F    | S    | PIAZZAMENTO      |  |
| CAMPIONATO completo | 40      | 21    | 19    | 3441 | 3384 | 4 Serie A2       |  |
| TORNEI E AMICHEVOLI | 13      | 6     | 7     | 1217 | 1177 | -                |  |
| COPPA ITALIA        | 4       | 2     | 2     | 309  | 306  | ottavi di finale |  |

## Fonti
- Lega Basket, su 195.56.77.208. URL consultato il 6 maggio 2011 (archiviato dall'url originale l'11 febbraio 2012).
- "Pallacanestro Varese 50 anni con voi" di A. Ossola